# Olympische Jugend-Winterspiele 2016/Teilnehmer (Osttimor)
| Gelbes Symbol für Goldmedaillen mit stilisierten Olympischen Ringen | Graues Symbol für Silbermedaillen mit stilisierten Olympischen Ringen | Braundes Symbol für Bronzemedaillen mit stilisierten Olympischen Ringen |
| ------------------------------------------------------------------- | --------------------------------------------------------------------- | ----------------------------------------------------------------------- |
| —                                                                   | —                                                                     | —                                                                       |

Osttimor nahm an den Olympischen Jugend-Winterspielen 2016 in Lillehammer mit einem Athleten in einer Sportart teil.

## Sportarten

### Ski Alpin
Alexi Goutt Goncalves sollte, nachdem er sich im Ski Alpin qualifiziert hatte, für Osttimor bei den Olympischen Jugend-Winterspielen debütieren. Trotz seiner Anwesenheit bei der Eröffnungszeremonie ist er in keinem Wettbewerb angetreten, weil er sich zuvor verletzte.